# À travers chants
À travers chants, d'Hector Berlioz, est un recueil d'articles précédemment parus dans le Journal des débats et publié en 1862. Il est dédié à M. Ernest Legouvé de l'Académie française.

## Les articles
1. Musique.
2. Étude critique des symphonies de Beethoven.
3. Quelques mots sur les trios et les sonates de Beethoven.
4. Fidelio, opéra en trois actes de Beethoven — Sa représentation au Théâtre Lyrique.
5. Beethoven dans l'anneau de Saturne — Les médiums.
6. Les appointements des chanteurs.
7. Sur l'état actuel de l'art du chant dans les Théâtres Lyriques de France et d'Italie, et sur les causes qui l'ont amené — Les grandes salles, les claqueurs, les instruments à percussion.
8. Les mauvais chanteurs, les bons chanteurs, le public, les claqueurs.
9. L’Orphée de Gluck au Théâtre Lyrique.
10. Lignes écrites quelque temps après la première représentation d'Orphée.
11. L’Alceste d’Euripide, celles de Quinault et de Calzabigi. Les partitions de Lulli, de Gluck, de Schweitzer, de Guglielmi et de Haendel sur ce sujet.
12. Reprise de L’Alceste de Gluck à l'Opéra.
13. Les instruments ajoutés par les modernes aux partitions des maîtres anciens.
14. Les sons hauts et les sons bas. Le haut et le bas du clavier.
15. Le Freyschütz de Weber.
16. Obéron, opéra fantastique de Ch. M. Weber. La première représentation au Théâtre Lyrique.
17. Abou-Hassan, opéra en un acte du jeune Weber ; L’enlèvement au sérail, opéra en deux actes du jeune Mozart. Leur première représentation au Théâtre Lyrique.
18. Moyen trouvé par M. Delsarte d'accorder les instruments à cordes sans le secours de l'oreille.
19. La musique à l'église par M. Joseph d'Ortigue.
20. Mœurs musicales de la Chine.
21. À MM. les membres de l'Académie des Beaux-Arts de l'Institut.
22. Le diapason.
23. Les temps sont proches.
24. Concerts de Richard Wagner. La musique de l'avenir.
25. Sunt lacrymae rerum.
26. Symphonies de H. Reber. Stephen Heller.
27. Roméo et Juliette, opéra en quatre actes de Bellini. Sa première représentation au Théâtre de l'Opéra. Débuts de madame Vestvali,
28. À propos d'un ballet de Faust — Un mot de Beethoven.
29. To be or not to be — Paraphrase.
30. L’École du petit chien.